# Duemilatrecentouno parole
Duemilatrecentouno parole, pubblicato nel 1981, è ventitreesimo album in studio della cantante italiana Ornella Vanoni.

## Il disco
L'album, di cui Ornella scrive ben sei pezzi, contiene oltre alla famosissima Musica musica anche la tenera e conosciuta Vai, Valentina e si avvale della presenza di Gino Paoli e Pierangelo Bertoli in due canzoni.
La copertina del disco e del vinile, di Giorgio Forattini, raffigura la silhouette del viso di Ornella, con i suoi caratteristici capelli ricci fatti con delle frasi in corsivo e dove il viso, nel vinile, è fatto da un materiale lucido che riflette.
Il titolo allude al numero totale di parole scritte da Ornella Vanoni nell'album.
Il disco raggiunge il sesto posto in classifica vendite.
Molti di questi brani saranno cantati in tedesco e inclusi nel disco Licht und Schatten uscito in Germania nel 1982 (Ariola 204 760-315). Il disco è uscito con due copertine diverse (un primo piano di Ornella; Ornella da dietro che cammina su una spiaggia), con lo stesso numero di catalogo e con la busta interna con i testi delle canzoni.
Lato 1: Musica, Musica (omonimo in lingua tedesca); Ich weine nie (inedito in tedesco di "Ti amo però" di Riccardo Fogli); Zu gut fuer die Welt (Favola); Augen, dunkel wie die Nacht (Fandango); Dem Wind entgegen (inedito in tedesco di "Non mi lasciare" di D.Baldan Bembo) - Lato 2: Was kommt danach (inedito in tedesco di un brano di Stephen Schlaks); Ich wollte gar nicht viel (Volevo amarti un po'); Fuer eine Freundin (Per un'amica); Die Unschuld in Person (Vai, Valentina); Das Leben will gelebt sein (inedito in tedesco di un brano di M. Fabrizio).

## Tracce
1. Musica musica - 4:30 - (Ornella Vanoni - Sergio Bardotti - Maurizio Fabrizio)
2. Vai, Valentina - 4:30 - (Ornella Vanoni - Sergio Bardotti - Maurizio Fabrizio)
3. Favola con Pierangelo Bertoli - 3:06 - (Pierangelo Bertoli)
4. Fandango - 3:45 - (Ornella Vanoni - Nini Giacomelli - Sergio Bardotti - Maurizio Fabrizio)
5. Per un'amica - 3:39 - (Ornella Vanoni - Sergio Bardotti - Maurizio Piccoli)
6. Volevo amarti un po' - 3:32 - (Ornella Vanoni - Sergio Bardotti - Claudio Daiano - Toto Cutugno)
7. La gonna - 3:32 - (Ornella Vanoni - Nini Giacomelli - Sergio Bardotti - Renato Pareti)
8. Risveglio - 3:46 - (Avogadro - Mario Lavezzi)
9. Fatalità - 3:06 - (Sergio Bardotti - Piero Pintucci)
10. E Gino risponde con Gino Paoli - 4:04 - (Gino Paoli - Maurizio Fabrizio)

## Formazione
- Ornella Vanoni – voce
- Maurizio Fabrizio – tastiera, chitarra
- Andrea Tosi – fisarmonica
- Roberto Puleo – chitarra
- Gigi Cappellotto – basso
- Andy Surdi – batteria, cori
- Mario Lamberti – percussioni, nacchere
- Bruno De Filippi – banjo, armonica
- Claudio Pascoli – sassofono tenore
- Cecilia Chailly – arpa
- Silvia Annicchiarico – cori